# Heremieten-drieluik
Het Heremieten-drieluik is een triptiek van de Nederlandse schilder Jheronimus Bosch, dat zich tegenwoordig in het Dogepaleis in Venetië bevindt.

## Voorstelling
Het stelt drie belangrijke vroegchristelijke heiligen voor: Antonius (links), Hiëronymus (midden) en Egidius (rechts). Wat deze heiligen met elkaar gemeen hebben is dat ze korte of lange tijd in complete afzondering geleefd hebben. De heilige Antonius was een van de eerste christenen die zich terugtrok in de Egyptische woestijn, de heilige Hiëronymus leefde vanaf 386 in afzondering in Bethlehem en de heilige Egidius trok zich terug in Zuid-Frankrijk, waar hij met God gesproken zou hebben. Volgens Bosch-kenner Charles de Tolnay symboliseren de drie heiligen de 'drie stadia van de mystieke verheffing van de ziel', zoals dit beschreven wordt in het Boec der hoechster waerheit van de Zuid-Nederlandse mysticus Jan van Ruusbroec.

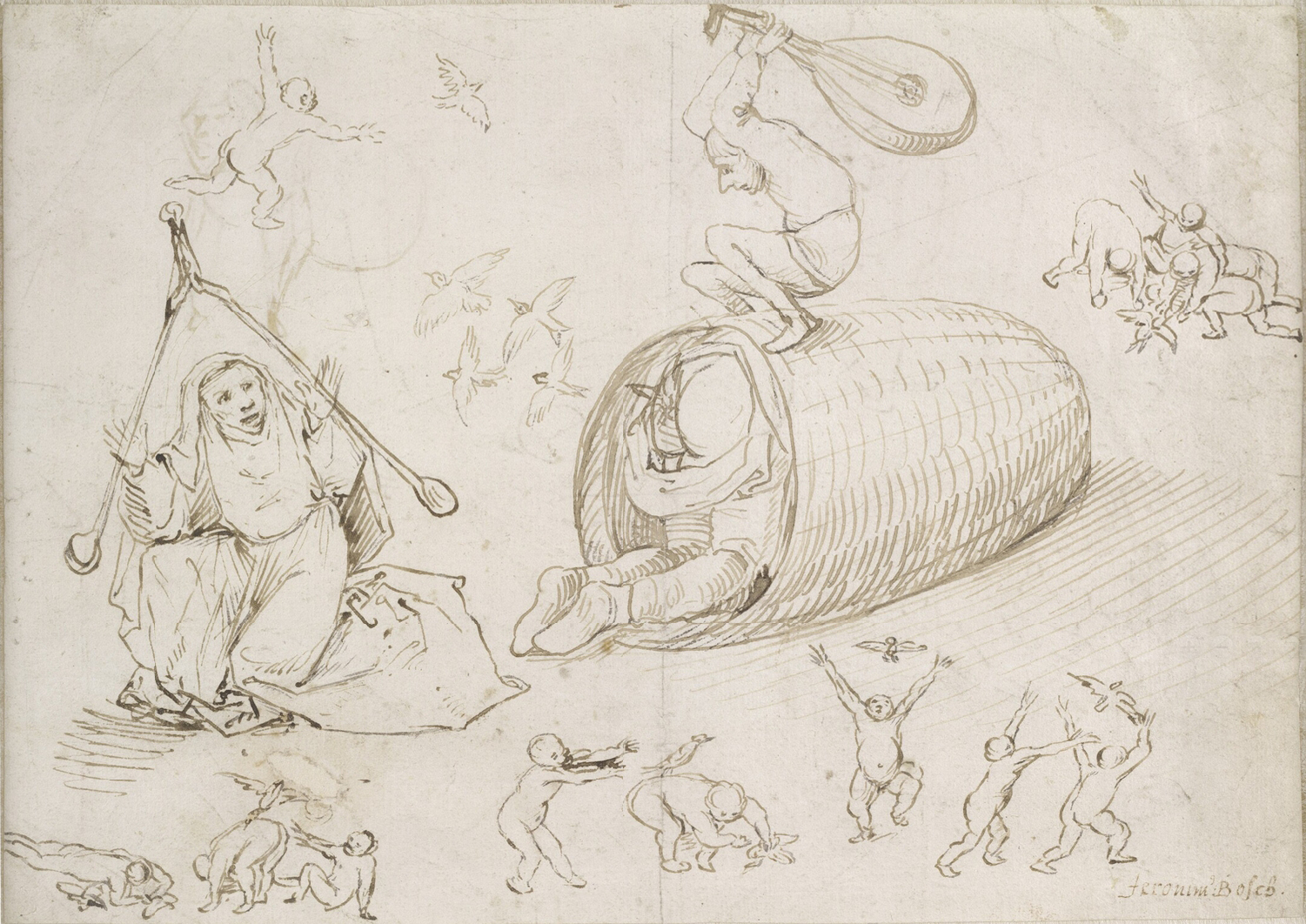
Jheronimus Bosch. Kluchtige scène met bijenkorf. Pentekening. Wenen, Albertina.

Het linkerpaneel bevat veel elementen die Bosch waarschijnlijk eerder in het drieluik De verzoeking van de heilige Antonius toepaste, zoals het brandende landschap, de mislezende demon en de naakte verleidster. Het middenpaneel stelt de heilige Hiëronymus voor op de resten van een heidens bouwwerk, knielend voor een kruisbeeld, dat rust op een soort troon van marmer. Links van hem staat een heidens beeld van een man die de zon en de maan aanbidt. Net als de burchtruïne op Bosch' Antonius-drieluik bevat de 'troon' zowel christelijke als niet-christelijke voorstellingen. Rechts is een onthoofding van Holofernes afgebeeld, onder een figuur die zijn hoofd in een bijenkorf steekt en links een man die een eenhoorn bestijgt. Volgens De Tolnay is het laatste een 'symbool van de kracht die zijn geloof in Christus hem verleent'. Volgens anderen zou het staan voor de door Hiëronymus te overwinnen passies. De heilige Egidius is in navolging van de Legenda Aurea afgebeeld met een pijl door zijn borst. Voor hem ligt een gesloten boek met daarnaast een briefje met de namen van al diegenen die hij door zijn voorspraak heeft geholpen. Bosch had een voorliefde voor kluizenaars, omdat dezen door hun losmaking van aardse driften het goede voorbeeld gaven.

## Toeschrijving en datering
Het drieluik is rechtsonder op het middenpaneel in gotische letters gesigneerd ‘Jheronimus bosch’. Dendrochronologisch onderzoek heeft aangetoond dat het omstreeks 1493 of later is ontstaan.

## Herkomst
Mogelijk heeft het drieluik als altaarstuk dienstgedaan in het Hiëronymietenhuis in 's-Hertogenbosch of op het Hiëronymus-altaar in de Sint-Jan. Het drieluik werd voor het eerst in het Dogepaleis gesignaleerd door A.M. Zanetti, die het vervolgens opnam in zijn Descrizione di tutte le pubbliche pitture della città di Venezia, dat in 1733 in Venetië werd uitgegeven. In 1838 werd het door de Oostenrijkse overheersers overgebracht naar het Kunsthistorisches Museum in Wenen. Hoewel Lombardije-Venetië zich in 1866 bij Italië voegde, werd het werk pas na de Eerste Wereldoorlog, in 1919, aan Venetië teruggegeven.

## Kopieën
De afbeelding van de heilige Hiëronymus komt op vergelijkbare wijze voor op de rechtervleugel van het Job-drieluik in het Groeningemuseum in Brugge.
Schilderijen: Kruisdraging · De tuin der lusten · De keisnijding · Hooiwagen-drieluik · Calvarie met schenker · De Heilige Hiëronymus in gebed · Driekoningen-drieluik · Heilige Christoforus · Johannes de Doper in de wildernis · Johannes de Evangelist op Patmos · Antonius-drieluik · Verzoeking van de heilige Antonius (São Paulo) · De marskramer · Het narrenschip · Allegorie op de gulzigheid · De dood van een vrek · Heremieten-drieluik · Drieluik van de gekruisigde martelares · Visioenen uit het hiernamaals · Zondvloed en hel